# Phalotris concolor
Phalotris concolor är en ormart som beskrevs av Ferrarezzi 1993. Phalotris concolor ingår i släktet Phalotris och familjen snokar. Inga underarter finns listade i Catalogue of Life.
Arten är endast känd från bergstrakten Serra do Espinhaço i delstaten Minas Gerais i östra Brasilien. Exemplaret var en hona som hittades i savannlandskapet Cerradon. Enligt uppskattning lägger honor ägg.
I regionen sker nötkreatursskötsel. Hur ormen påverkas är inte känd. IUCN listar arten med kunskapsbrist (DD).